# أليكس سكوت (ممثل)
أليكس سكوت (بالإنجليزية: Alex Scott)‏ هو ممثل أسترالي، ولد في 1929 في أستراليا، وتوفي في 2015.

## وصلات خارجية
- أليكس سكوت على موقع IMDb (الإنجليزية)
- أليكس سكوت على موقع قاعدة بيانات الفيلم (الإنجليزية)